# Вранешевци
Вранешевци су насељено место у саставу општине Чађавица у Вировитичко-подравској жупанији, Република Хрватска.

## Историја
До територијалне реорганизације у Хрватској налазили су се у саставу старе општине Подравска Слатина.

## Становништво
На попису становништва 2011. године, Вранешевци су имали 152 становника.

## Попис 1991.
На попису становништва 1991. године, насељено место Вранешевци је имало 216 становника, следећег националног састава:
| Попис 1991.‍  | Попис 1991.‍  | Попис 1991.‍ | Попис 1991.‍ | Попис 1991.‍ |
| ------------ | ------------ | ----------- | ----------- | ----------- |
|              |              |             |             |             |
| Срби         | Срби         |             | 151         | 69,90%      |
| Југословени  | Југословени  |             | 30          | 13,88%      |
| Хрвати       | Хрвати       |             | 24          | 11,11%      |
| неопредељени | неопредељени |             | 6           | 2,77%       |
| непознато    | непознато    |             | 5           | 2,31%       |
| укупно: 216  |              |             |             |             |